# Callima formosella
Callima formosella is een vlinder uit de familie van de sikkelmotten (Oecophoridae). De wetenschappelijke naam van de soort is voor het eerst geldig gepubliceerd in 1775 door [Denis & Schiffermüller].